# Letiště Lecha Wałęsy Gdaňsk
Letiště Lecha Wałęsy Gdaňsk (polsky Port Lotniczy Gdańsk im. Lecha Wałęsy dříve Port Lotniczy Gdańsk-Rębiechowo) je mezinárodní letiště (kód IATA: GDN, kód ICAO: EPGD), které se nachází ve čtvrti Matarnia města Gdaňsk v Pomořském vojvodství v Polsku. Letiště je pojmenováno po polském disidentovi, aktivistovi za lidská práva, držiteli Nobelovy ceny za mír a prezidentovi Lechu Wałęsovi. Podle ročního počtu přepravených pasažerů, je letiště třetím největším polským letištěm.

## Další informace
Letiště má také napojení na železniční tratě a rychlostní silnici S6.
Východně od letiště pramení Potok Oliwski a jihovýchodně Potok Strzyża.

## Galerie

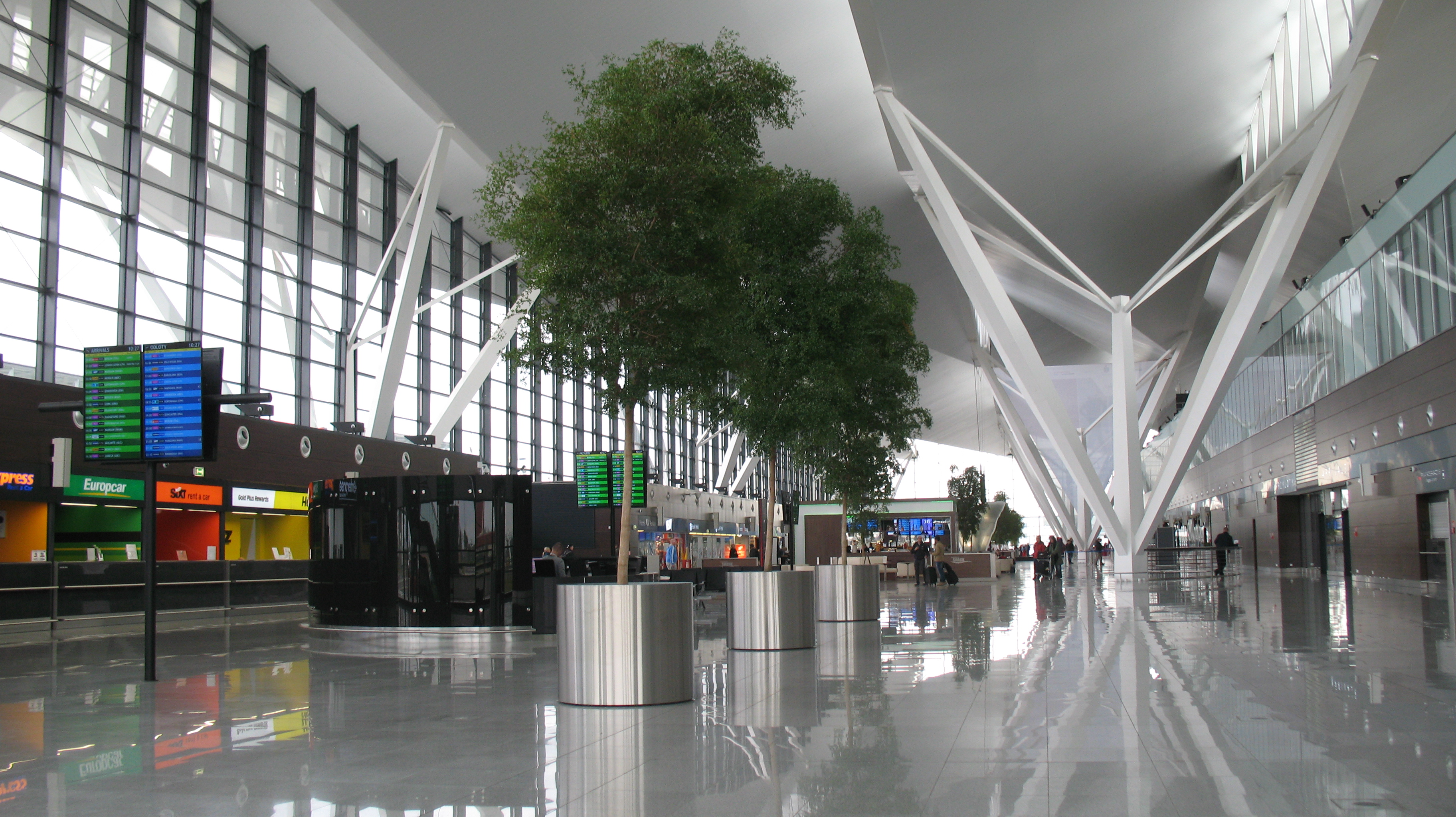
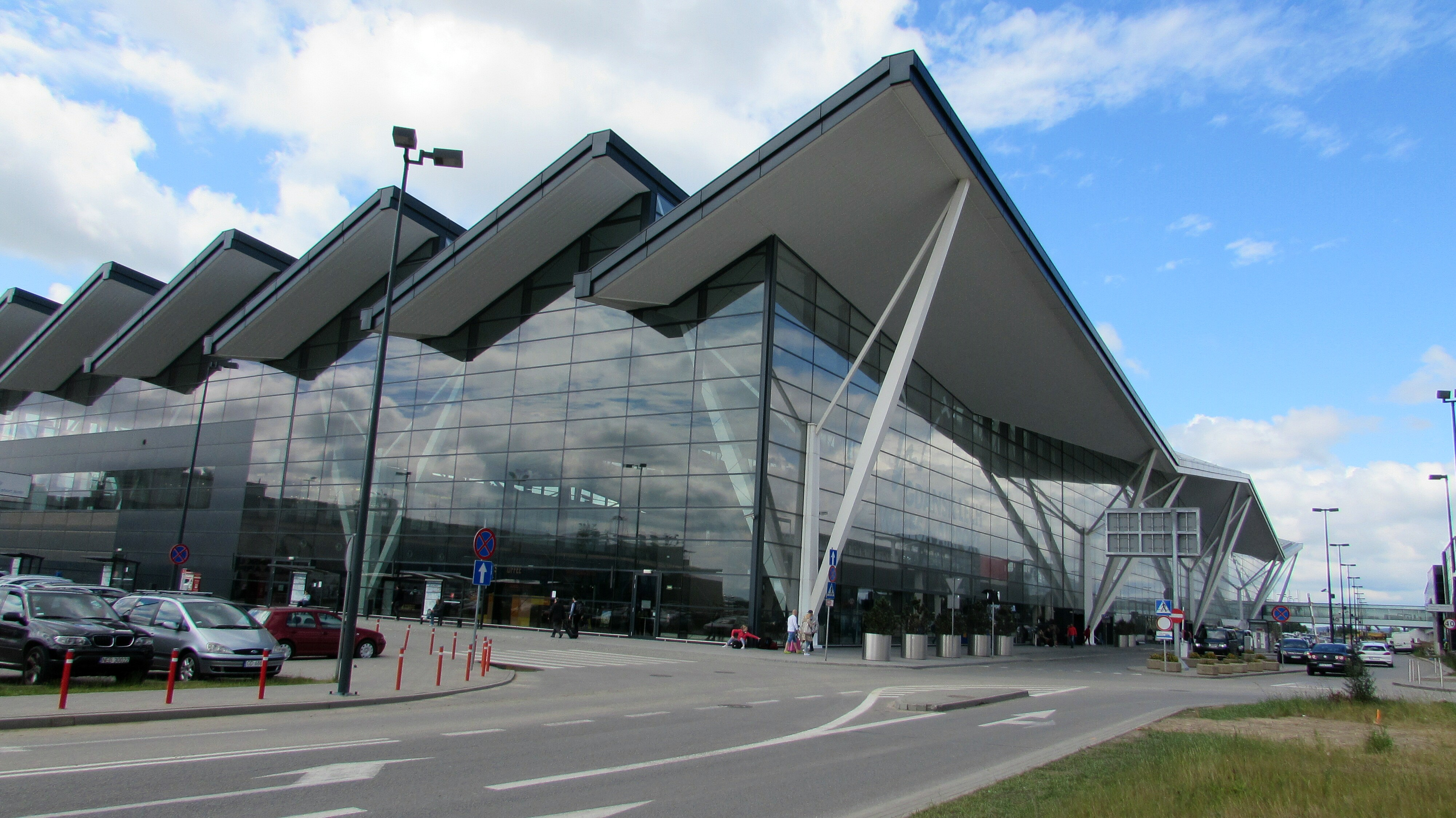
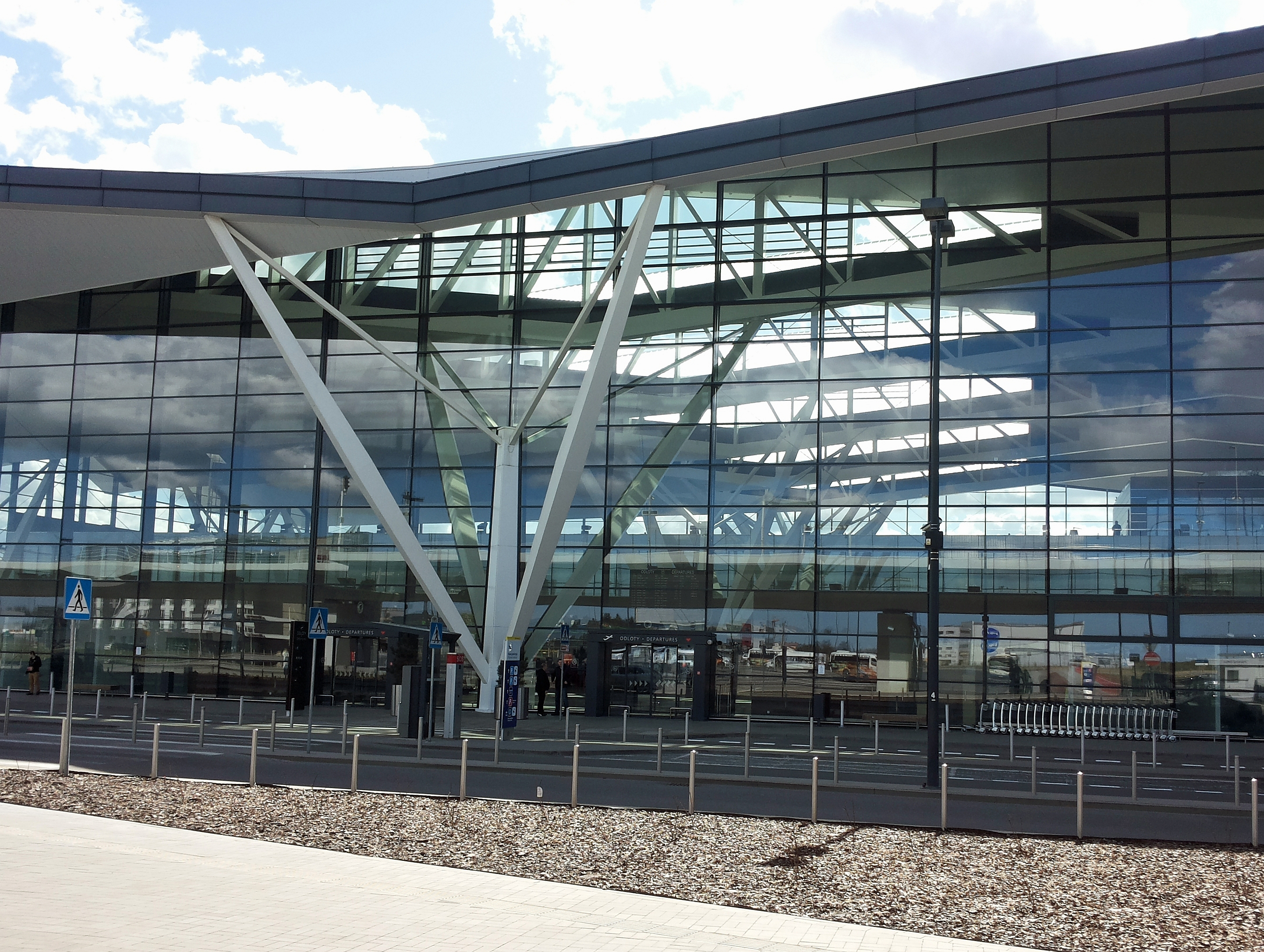
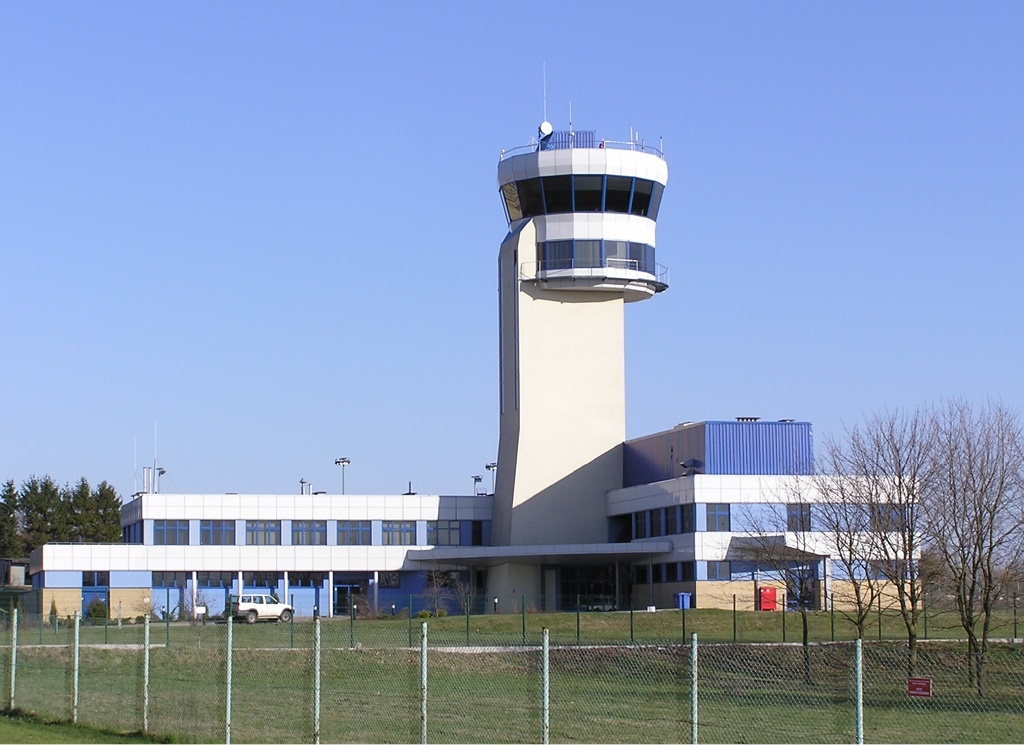